# Megachile rottnestensis
Megachile rottnestensis är en biart som beskrevs av Rayment 1934. Megachile rottnestensis ingår i släktet tapetserarbin, och familjen buksamlarbin. Inga underarter finns listade i Catalogue of Life.